# Maurycy Karasowski
Maurycy Karasowski (Varsòvia, 1823 - Dresden, 1892) fou un compositor i musicòleg polonès del Romanticisme. Estudià piano i violoncel amb Kratzer, i el 1851 entrà en l'orquestra de l'Òpera de Varsòvia. De 1858 fins a 1860 visità Berlín, Viena, Dresden, Múnic, Colònia i París, i des de 1864 residí a Dresden com a músic de cambra del rei. Les seves obres principals són: Rys historyczny opery polskiej  (Història de l'òpera polonesa, 1859); Życie Mozarta (Vida de Mozart, 1868), i La joventut de Chopin. A més, deixà algunes composicions per a piano i violoncel.